# 28 Korpus Zmechanizowany (ZSRR)
28 Korpus Zmechanizowany (ros. 28-й механизированный корпус) – wyższy związek taktyczny wojsk zmechanizowanych Armii Czerwonej okresu II wojny światowej.

## Formowanie i działania bojowe
Formowanie Korpusu rozpoczęto w lutym – marcu 1941 roku w Zakaukaskim Okręgu Wojskowym. Korpus rozlokowany był w okolicach Tbilisi w Gruzji. Po ataku Niemiec na ZSRR na bazie 28 Korpusu Zmechanizowanego utworzono 47 Armię. Armia ta wzięła udział razem z armią brytyjską w inwazji na Iran w sierpniu 1941 roku.

## Dowódcy korpusu
- gen. mjr Wasilij Nowikow

## Struktura organizacyjna
- 6 Dywizja Pancerna,
- 54 Dywizja Pancerna,
- 236 Dywizja Zmotoryzowana,
- 13 pułk motocyklowy.

Wyposażenie
Na dzień 20.02.1941 Korpus miał na stanie 710 czołgów .